# Neoglobatoridae
De Neoglobatoridae zijn een familie van uitgestorven zee-egels (Echinoidea) uit de orde Echinoneoida.

## Geslachten
- Adelopneustes Gauthier, 1889 †